# Nebo
 Ovo je glavno značenje pojma Nebo. Za druga značenja pogledajte Nebo (gora u Jordanu).
Nebo je sloj nevidljivih plinova koji okružuju i štite Zemlju pa ih nazivamo atmosferom. Kad je vrijeme sunčano nebo je plave boje, a kad je oblačno, nebo je sivo. Nebo je plavo zbog toga što, kad je Sunce visoko na nebu, Sunčeve zrake lome se u čestice koje sadrže prašinu i lebde. Pojava je poznata kao Rayleighovo raspršenje. Nebo može biti također crvene ili žute boje. U podne na nebu se, kad je sunčano, vidi Sunce, a noću se vide zvijezde. Zvijezde su i danju prisutne, ali ih je nemoguće vidjeti jer imaju puno slabiju svjetlost nego noću. Na nebu se lakše može predvidjeti kakvo će biti vrijeme te je li dan, noć ili sumrak.

## Zvijezde padalice
Zvijezde padalice zapravo nisu zvijezde nego meteori (komadi nebeskih krhotina).